# Konrad Becker
Konrad Becker (né en 1959 à Vienne, en Autriche) est un auteur, artiste et curateur autrichien.

## Biographie
Konrad Becker (né le 9 janvier 1959 à Vienne) est chercheur en hypermédia et développeur de contenu interdisciplinaire. Il est directeur de l'Institute for New Culture Technologies/t0 et fondateur de Public Netbase (en) et World-Information.Org. À partir de 1979 il a été actif dans le domaine des médias électroniques comme artiste, auteur, compositeur, curateur, producteur et organisateur de nombreuses productions intermedia, expositions et conceptions d'événements pour des festivals internationaux et des institutions culturelles. Il est l'auteur de travaux audiovisuels, électroniques et de textes théoriques, il a donné de nombreuses des conférences et occupé des postes dans diverses universités et participé à de nombreux colloques. Il a été membre de divers conseils et comités sur les technologies et la culture de l'information et de la communication, et a travaillé en tant que consultant.
En tant que musicien Konrad Becker a créé Monoton, dont le disque " Monotonprodukt07 " a été classé par le magazine The Wire comme l'un des 100 disques les plus importants du XXe siècle en musique électronique. Konrad Becker a récemment mis l'accent sur la musique sur portable suivant une rigueur minimaliste.
À la frontière entre l'art sonore, la psychoacoustique et la dance music expérimentale contemporaine, le projet de Konrad Becker a traversé une variété de genres au fil des ans et a connu différentes mutations et projets secondaires. Après avoir démarré dans des productions méta-mathématiques et des installations multimédias performatives, sa musique a évolué de la noise ambient industrielle vers l'art logiciel sonore et des productions de dance music expérimentale dans le contexte de la scène rave. Il a également développé des productions théâtrales.
"Comme d'autres groupes germaniques (Kraftwerk, Neu, Cluster, Conrad Schnitzler), les productions de Monoton se sont révélées être de fins précurseurs de certaines tendances de la musique électronique de la fin du XXe siècle." (Eric Mattson, ORALE, 2002)
Un point focal des activités de Konrad Becker en tant que chercheur dans les nouveaux médias, militant et théoricien est l'Institute for New Culture Technologies/t0 qu'il a fondé avec Francisco de Sousa Webber. Ayant commencé ses activités dès 1993, t0 fait partie des sites pionniers sur le World Wide Web dans les domaines de l'art et de la culture t0 est l'une des organisations pionnières dans ce domaine en Europe et a également joué un rôle très important sur niveau local en tant qu'un des lieux principaux pour le développement des arts des nouveaux médias et de la scène culturelle de Vienne à la fin des années 1990. Les activités de t0 se sont principalement construites suivant des projets à long terme / et des sous-organisations, par exemple Public Netbase (en) et World-Information.Org aujourdh'hui World-Information Institute.
En plus du développement stratégique de l'Institut et de ses projets, les activités de Becker comprennent la conceptualisation de conférences et d'expositions conférences, projets de recherche ; Son approche théorique s'est également développée dans une série de livres qu'il a commencé à publier en 2002 avec le Dictionnaire de réalité tactique.

## Publications
- Psychonautic, MonotonProdukt, Wien (1986)
- Die Politik der Infosphäre- World-Information.Org, « VS-Verlag für Sozialwissenschaft »(Archive.org • Wikiwix • Archive.is • Google • Que faire ?), BPB Berlin (2002) [in German]
- Tactical Reality Dictionary, Cultural Intelligence and Social Control, Selene Verlag Wien, Autonomedia New York (2002)
- Tactical Reality Dictionary, Russian translation and Foreword by Oleg Kireev, Ultraculture Publishing, Moscow (2004)
- Konrad Becker, Martin Wassermair (Hg.), Kampfzonen in Kunst und Medien. Eine Veröffentlichung des World-Information Institute, Wien: Löcker 2008,  (ISBN 978-3-85409-483-8) [in German]
- Konrad Becker, Felix Stalder (eds.): Deep Search. The Politics of Search beyond Google, Studienverlag Innsbruck (2009)
- Strategic Reality Dictionary. Deep Infopolitics and Cultural Intelligence, Autonomedia New York (2009)
- Konrad Becker, Martin Wassermair (Hg.), Phantom Kulturstadt. Eine Veröffentlichung des World-Information Institute, Wien: Löcker 2009,  (ISBN 978-3-85409-506-4) [in German]
- Konrad Becker, Jim Fleming (eds.): Critical Strategies in Art and Media. Perspectives on New Cultural Practices, Autonomedia New York (2010)
- Konrad Becker, Martin Wassermair (Hg.), Nach dem Ende der Politik. Eine Veröffentlichung des World-Information Institute, Wien: Löcker 2011,  (ISBN 978-3-85409-552-1) [in German]
- Dictionary of Operations – Deep Politics and Cultural Intelligence with an introduction by Hakim Bey and an afterword by Franco Berardi Bifo, Autonomedia NY (2012), http://bookstore.autonomedia.org/index.php?main_page=pubs_product_book_info&cPath=71&products_id=704
- Konrad Becker, Felix Stalder (Hg.), Fiktion und Wirkungsmacht. Eine Veröffentlichung des World-Information Institute, Wien: Löcker 2016,  (ISBN 978-3-85409-663-4)
- Dictionnaire de réalité tactique, Intelligence culturelle et contrôle social, Konrad Becker, traduction et préface Ewen Chardronnet, Supernova/UV Editions, Paris, 2017.
- Dictionnaire de réalité stratégique, Intelligence culturelle et politiques invisibles de l'information, Konrad Becker, traduction Ewen Chardronnet, préface Brian Holmes, postfaces Critical Art Ensemble, UV Editions, Paris, 2018.

## Voir également